# Cape North (udde i Sydgeorgien och Sydsandwichöarna)
Cape North är en udde i Sydgeorgien och Sydsandwichöarna (Storbritannien). Den ligger i den nordvästra delen av Sydgeorgien och Sydsandwichöarna.
Terrängen inåt land är huvudsakligen kuperad, men österut är den platt. Havet är nära Cape North åt nordväst.  Trakten runt Cape North är nära nog obefolkad, med mindre än två invånare per kvadratkilometer. Det finns inga samhällen i närheten. 